# Radešínská Svratka
Radešínská Svratka település Csehországban, a Žďár nad Sázavou-i járásban. Radešínská Svratka Bobrová, Dlouhé, Nová Ves u Nového Města na Moravě, Řečice és Podolí településekkel határos. Lakosainak száma 618 fő (2024. január 1.).

## Népesség
A település lakosságának változását az alábbi diagram mutatja:
| Lakosok száma | 703  | 654  | 613  | 554  | 532  | 601  | 610  | 609  | 599  | 618  |
|               | 1869 | 1900 | 1921 | 1961 | 1980 | 2011 | 2016 | 2019 | 2021 | 2024 |